# Ledipasvir
Il Ledipasvir è un farmaco antivirale ad azione diretta utilizzato come parte di una terapia combinata per trattare l'epatite C cronica, una malattia infettiva del fegato causata dall'infezione con il virus dell'epatite C.
Il virus dell'epatite C è a singolo filamento di RNA che viene categorizzato in nove distinti genotipi, con il genotipo 1 che è il più comune negli Stati Uniti, colpendo il 72% di tutti i pazienti con epatite C cronica. Le opzioni di trattamento per l'epatite C cronica sono notevolmente migliorate dal 2011, con lo sviluppo di antivirali ad azione diretta come il ledipasvir. Più specificamente, il ledipasvir è un inibitore della proteina non-strutturale 5A (NS5A) del virus dell'epatite C, che è necessaria per la replicazione dell'RNA virale e l'assemblaggio delle particelle virali di HCV. Sebbene il suo esatto meccanismo d'azione sia sconosciuto, si ipotizza che prevenga l'iperfosforilazione di NS5A, necessaria per la produzione di proteine virali. È efficace contro i genotipi 1a, 1b, 4a e 5a, e in misura minore contro i genotipi 2a e 3a di HCV. Il ledipasvir e altri antivirali ad azione diretta sono opzioni molto potenti per il trattamento dell'epatite C, poiché presentano una forte barriera allo sviluppo della resistenza. Questo rappresenta un importante vantaggio rispetto ai farmaci per l'HCV che agiscono su altre enzimi virali, come la proteasi, per cui lo sviluppo rapido della resistenza ha dimostrato di essere una causa importante di fallimento terapeutico.
In una raccomandazione congiunta pubblicata nel 2016, l'American Association for the Study of Liver Diseases e l'Infectious Diseases Society of America raccomandano il ledipasvir come opzione terapeutica di prima linea in combinazione con sofosbuvir per il trattamento dei genotipi 1a, 1b, 4, 5 e 6 di HCV. Il trattamento con ledipasvir viene effettuato con l'obiettivo di curare o raggiungere una risposta virologica sostenuta dopo 12 settimane di terapia giornaliera. L'ottenimento della risposta e l'eradicazione dell'infezione da HCV sono associati a significativi benefici per la salute a lungo termine, tra cui una riduzione dei danni al fegato, un miglioramento della qualità della vita, una riduzione dell'incidenza del carcinoma epatocellulare e una riduzione della mortalità per tutte le cause. Il trattamento con antivirali ad azione diretta come il ledipasvir è associato a effetti collaterali molto minimi, tra cui i più comuni sono mal di testa e affaticamento. L'assenza di effetti collaterali significativi e la breve durata della terapia rappresentano un notevole vantaggio rispetto ai regimi più vecchi basati su interferone e ribavirina, che erano limitati da reazioni nel sito di infusione, riduzione del numero di globuli rossi e effetti neuropsichiatrici.
Dal 2014, il ledipasvir è disponibile in combinazione fissa con il sofosbuvir per il trattamento dell'epatite C cronica. Approvato nell'ottobre del 2014 dalla Food and Drug Administration, è indicato per il trattamento dei genotipi 1, 4, 5 e 6 di HCV con o senza ribavirina a seconda del livello di danni al fegato o cirrosi. Quando combinato insieme, il ledipasvir e il sofosbuvir hanno dimostrato di ottenere una risposta tra il 93 e il 99% dopo 12 settimane di trattamento. Il suo utilizzo si è dimostrato efficace anche nel trattamento dell'HCV in pazienti co-infetti con l'HIV.

## Farmacologia

### Indicazione d'uso
Quando utilizzato in combinazione con il farmaco antivirale sofosbuvir, il ledipasvir è indicato per il trattamento dell'epatite C cronica (HCV) negli adulti e nei pazienti pediatrici di età superiore ai 3 anni nelle Infezione di genotipo 1, 4, 5 o 6 senza cirrosi o con cirrosi compensata, infezione di genotipo 1 con cirrosi decompensata, in combinazione con ribavirina, Infezione di genotipo 1 o 4 nei pazienti sottoposti a trapianto di fegato senza cirrosi o con cirrosi compensata, in combinazione con ribavirina.
Il suo utilizzo si è dimostrato efficace anche nel trattamento dell'HCV in pazienti con infezione concomitante da HIV.

### Farmacodinamica
Il farmaco agisce contro il virus l'HCV ed è classificato come un agente antivirale ad azione diretta.
A una dose di 120 mg due volte al giorno (2,67 volte la dose massima raccomandata), il ledipasvir non prolunga significativamente l'intervallo QT a livello clinico rilevante.

### Meccanismo d'azione
Il ledipasvir è un inibitore della proteina NS5A del virus dell'epatite C necessaria per la replicazione dell'RNA virale e l'assemblaggio delle particelle virali. Sebbene il suo esatto meccanismo d'azione sia sconosciuto, si ipotizza che prevenga l'iperfosforilazione di NS5A, necessaria per la produzione virale.

### Assorbimento
Quando somministrato per via orale, raggiunge la sua concentrazione plasmatica massima in circa 4-4,5 ore con una concentrazione massima (Cmax) di 323 ng/mL.

#### Volume di distribuzione
I dati riguardanti il volume di distribuzione del farmaco non sono attualmente disponibili.

#### Legame alle proteine
Il farmaco è legato >99,8% alle proteine plasmatiche umane.

### Metabolismo
In vitro, non è stata osservata alcuna rilevabile metabolizzazione del ledipasvir da parte delle isoforme umane CYP1A2, CYP2C8, CYP2C9, CYP2C19, CYP2D6 e CYP3A4. È stato osservato un lento metabolismo ossidativo tramite un meccanismo sconosciuto. Dopo una singola dose di 90 mg di 14C-ledipasvir, l'esposizione sistemica era quasi esclusivamente al farmaco madre (>98%). Come risultato degli studi, il ledipasvir inalterato è stato rilevato nelle feci.

#### Via di eliminazione
Dopo una singola dose orale di 90 mg di 14C-ledipasvir, il recupero medio totale della radioattività nelle feci e nelle urine è stato di circa l'87%, con la maggior parte della dose radioattiva recuperata dalle feci (circa l'86%). Il ledipasvir inalterato escreto nelle feci ha rappresentato mediamente il 70% della dose somministrata e il metabolita ossidativo M19 ha rappresentato il 2,2% della dose. Questi dati indicano che l'escrezione biliare del ledipasvir inalterato è una delle principali vie di eliminazione, mentre l'escrezione renale è una via minore (circa l'1%).

#### Emivita
L'emivita terminale media del ledipasvir è di 47 ore.

#### Clearance
I dati riguardanti la clearance del farmaco non sono attualmente disponibili.

### Tossicità
L'uso di ledipasvir in combinazione con altri prodotti è associato a una bassissima tossicità. Le reazioni avverse più comuni sono mal di testa e affaticamento.